# مرق (خوراک)

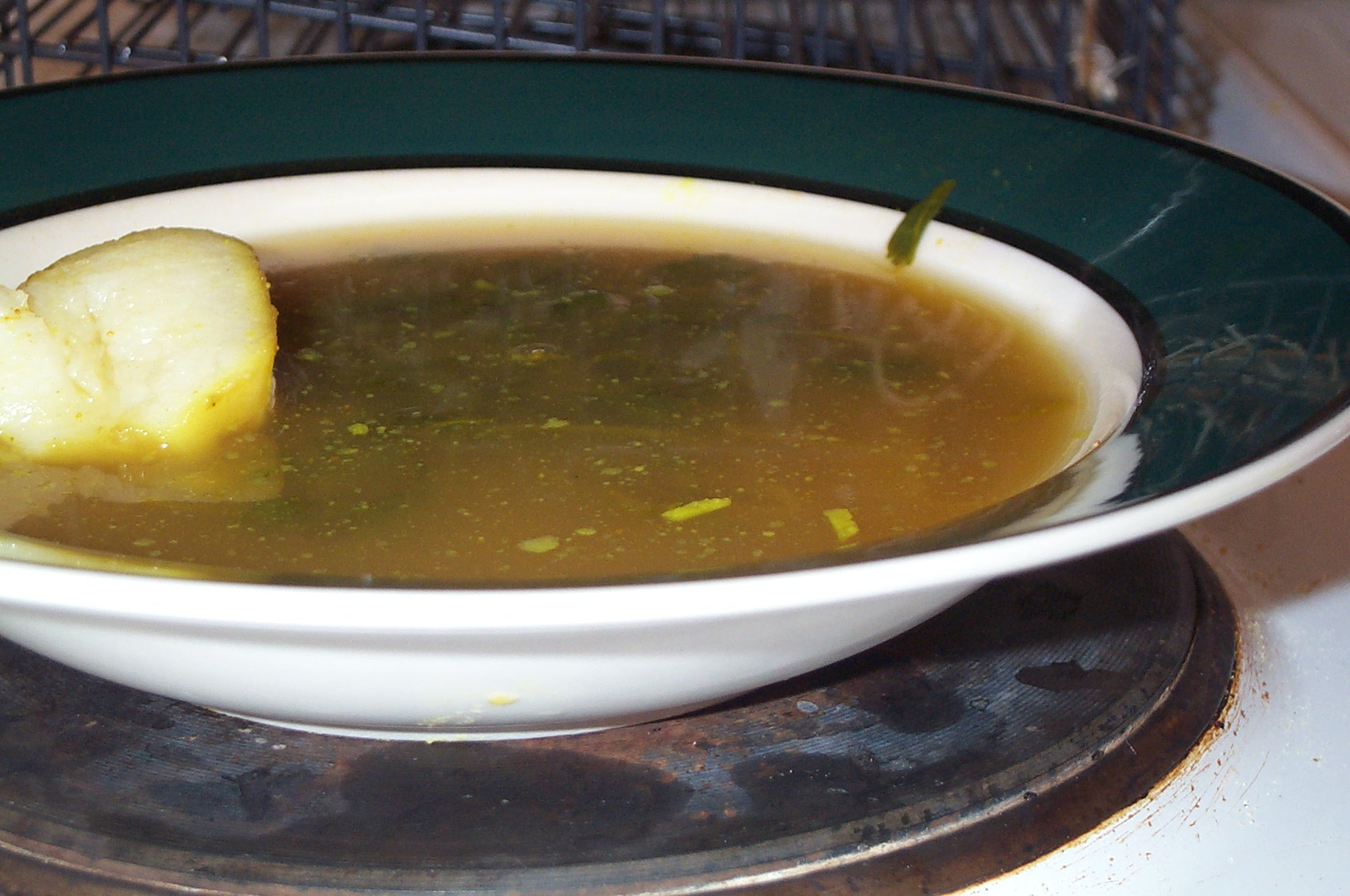
سوپ سبزیجات یمنی یا(مرق)

مَرَق یک خوراک یمنی است. مرق در زبان عربی به‌معنی آبگوشت است. گوشت را با ادویه و پیاز جوشانده، پس از اینکه گوشت نرم و پخته شد، آن را روی یک بستر برنج با یک کاسه آب‌گوشت مرق که در کنار آن معمولاً همراه غذا میل می‌شود سرو می‌کنیم. فشردن یک لیموی تازه به مرق به دلیل خنک‌شدن عطر و طعم خوراک است.